# Constante oméga
Ne doit pas être confondu avec Oméga de Chaitin, constante mathématique définie en théorie algorithmique de l'information.
En mathématiques, la constante oméga, notée Ω, est le réel positif défini par l'égalité
où exp est la fonction exponentielle.

## Autres définitions
La constante Ω vérifie :
- {\displaystyle \Omega =W_{0}(1)}.
En effet, la fonction W de Lambert est la réciproque de la fonction {\displaystyle t\mapsto t\exp(t)}. Le nom de la constante provient de l'autre appellation de cette fonction : la fonction Oméga ;
- {\displaystyle \Omega =\exp(-\Omega )} ;
- {\displaystyle \Omega =-\ln \Omega }.

## Propriétés

### Valeur approchée
Ω = 0,5671432904… (suite A030178 de l'OEIS).

### Calculitératif
Toute suite définie par récurrence par une valeur initiale arbitraire Ω0 et {\displaystyle \Omega _{n+1}=\mathrm {e} ^{-\Omega _{n}}} converge vers Ω.

### Transcendance
D'après le théorème d'Hermite-Lindemann, Ω est transcendant. En effet, si Ω était algébrique, {\displaystyle \Omega =\mathrm {e} ^{-\Omega }} serait transcendant, ce qui est contradictoire.